# Zenon Wróblewski
Zenon Wirgiliusz Wróblewski (ur. 28 kwietnia 1920 w Warszawie, zm. 24 sierpnia 2006 w Warszawie) – polski polityk, poseł na Sejm Ustawodawczy oraz na Sejm PRL I i VIII kadencji.

## Życiorys
Syn Jana i Stanisławy. Uzyskał wykształcenie niepełne wyższe. W październiku 1945 wstąpił do Polskiej Partii Robotniczej, z którą w grudniu 1949 przystąpił do Polskiej Zjednoczonej Partii Robotniczej. W 1947 z ramienia PPR otrzymał mandat posła na Sejm Ustawodawczy w okręgu Gdańsk. Zasiadał w Komisji Oświatowej. W 1952 oraz 1980 z nominacji PZPR ponownie uzyskiwał mandat posła. Do Sejmu I kadencji dostał się z okręgu Nowy Sącz (zasiadał w Komisji Spraw Zagranicznych), zaś do Sejmu VIII kadencji z okręgu Bydgoszcz (zasiadał w Komisji Obrony Narodowej oraz w Komisji Nadzwyczajnej do rozpatrzenia projektu ustawy o Radach Narodowych i Samorządzie Terytorialnym). W latach 1950–1953 sekretarz Propagandy Komitetu Wojewódzkiego PZPR w Krakowie, następnie do 1954 zastępca kierownika Wydziału Prasy i Wydawnictw Komitetu Centralnego PZPR, od 1954 do 1956 zastępca kierownika Wydziału Propagandy i Agitacji KC PZPR, od maja do grudnia 1956 I sekretarz KW PZPR w Rzeszowie, od 1957 do 1960 zastępca kierownika Wydziału Organizacyjnego KC PZPR i równocześnie sekretarz Komitetu Warszawskiego PZPR, od 1959 do 1964 zastępca członka KC PZPR, następnie do 1971 członek KC PZPR, a w latach 1971–1981 członek Centralnej Komisji Rewizyjnej PZPR. Był także m.in. zastępcą kierownika oraz kierownikiem Wydziału Nauki i Oświaty Komitetu Centralnego PZPR (1960–1971).
Pochowany 31 sierpnia 2006 (tydzień po śmierci) na cmentarzu na Bródnie w Warszawie.

## Odznaczenia
- Order Sztandaru Pracy I klasy (1969)[3]
- Order Sztandaru Pracy II klasy (1964)[4]
- Medal im. Ludwika Waryńskiego (1988)[5]
- Złota odznaka Związku Nauczycielstwa Polskiego (1966)[6]